# Konrad von Belmont
Konrad III. von Belmont (* 1240/45 in Oberrätien; † Ende August oder Anfang September 1282 in Dieburg) war von 1273 bis zu seinem Tod Bischof von Chur.

## Leben
Konrad entstammte dem in Graubünden begüterten Geschlecht der Freiherren von Belmont. Er war der Sohn von Heinrich II. Freiherr von Belmont. Konrad war 1270 Domherr in Chur und ist ab 1273 dort als Bischof belegt. Er verlieh dem Domkapitel 1273 neue Statuten und holte 1277 die Dominikaner nach Chur, die sich im Dominikanerkloster St. Nicolai niederliessen. Mit den Freiherren von Vaz einigte er sich über deren Besitzrechte und Pfandschaften. Während Konrads Amtszeit wurde die Fürstenburg im Vinschgau erbaut. Er starb 1282 im hessischen Dieburg auf der Reise zur Mainzer Provinzialsynode und wurde in der Familiengruft der Freiherren von Belmont in der Kathedrale von Chur bestattet.